# Сноулетс
Сноулетс (англ. Snowlets, яп. スノーレッツ) — четыре совёнка, официальные талисманы XVIII Зимних Олимпийских Игр 1998 года, проходивших в Нагано, Япония.
Первоначально роль талисмана XVIII Зимних игр прочили ласке (или белому горностаю) Snowple), обитающему в горах Японии и почитаемому жителями префектуры Нагано. Изображение горностая даже появились в некоторых печатных изданиях, посвященных подготовке Нагано к играм.
Талисманы были впервые представлены в сентябре 1993 года. Само название «Сноулетс» (англ. Snowlets) получается из двух частей: «snow» (в пер. с англ. «снег») и «let’s» (в пер. с англ. «давайте»). Так же в нём усматриваются слова «owl» (в пер. с англ. «сова») и «owlets» (в пер. с англ. «совята»), что вместе со снегом, признаком зимней олимпиады, может олицетворять ум и молодость. Имена для совят выбирались на конкурсной основе организационным комитетом олимпиады в Нагано (NAOC) из 47484 предложений, причём количество сноулетсов (цифра «4») символизирует периодичность проведения Олимпиад — раз в четыре года, стихии (огонь, вода, воздух и земля), времена года и основные острова Японии (Хонсю, Хоккайдо, Кюсю и Сикоку). Затем было выбрано 115 финалистов, из которых NAOC определил победителей и вручил им премии. В результате были выбраны имена Сукки (англ. Sukki, яп. スッキー), Нокки (англ. Nokki, яп. ノッキー), Лекки (англ. Lekki, яп. レッキー) и Цукки (англ. Tsukki, яп. ツッキー). Если соединить по две первые буквы имени каждого талисмана, то полученное слово на японском будет звучать как Snowlets (правда, в некоторых источниках указывается, что получится слово совята на японском).